# Michel Cornelisse
Michel Cornelisse, nacido el 24 de diciembre de 1965 en Ámsterdam, es un ciclista holandés que fue profesional de 1987 a 2000. Actualmente ejerce las funciones de director deportivo del equipo Alpecin-Deceuninck.

## Palmarés
| 1986 - 1 etapa de la Vuelta a Lieja - 1 etapa de la Vuelta a los Valles Mineros 1987 - Ster van Zwolle 1988 - Circuito de las Ardenas Flamencas– Ichtegem 1989 - Tour de Luxemburgo 1991 - Gran Premio del 1 de Mayo - Gran Premio Stad Sint-Niklaas 1992 - 1 etapa de la Vuelta a Suecia - 1 etapa del Tour del Mediterráneo - De Kustpijl Heist | 1993 - Nokere Koerse - Ster van Zwolle - De Kustpijl Heist 1996 - Gran Premio del 1 de Mayo - 1 etapa de la Vuelta a Austria 1997 - 2 etapas del Teleflex Tour |